# Postmoderní výtvarné umění

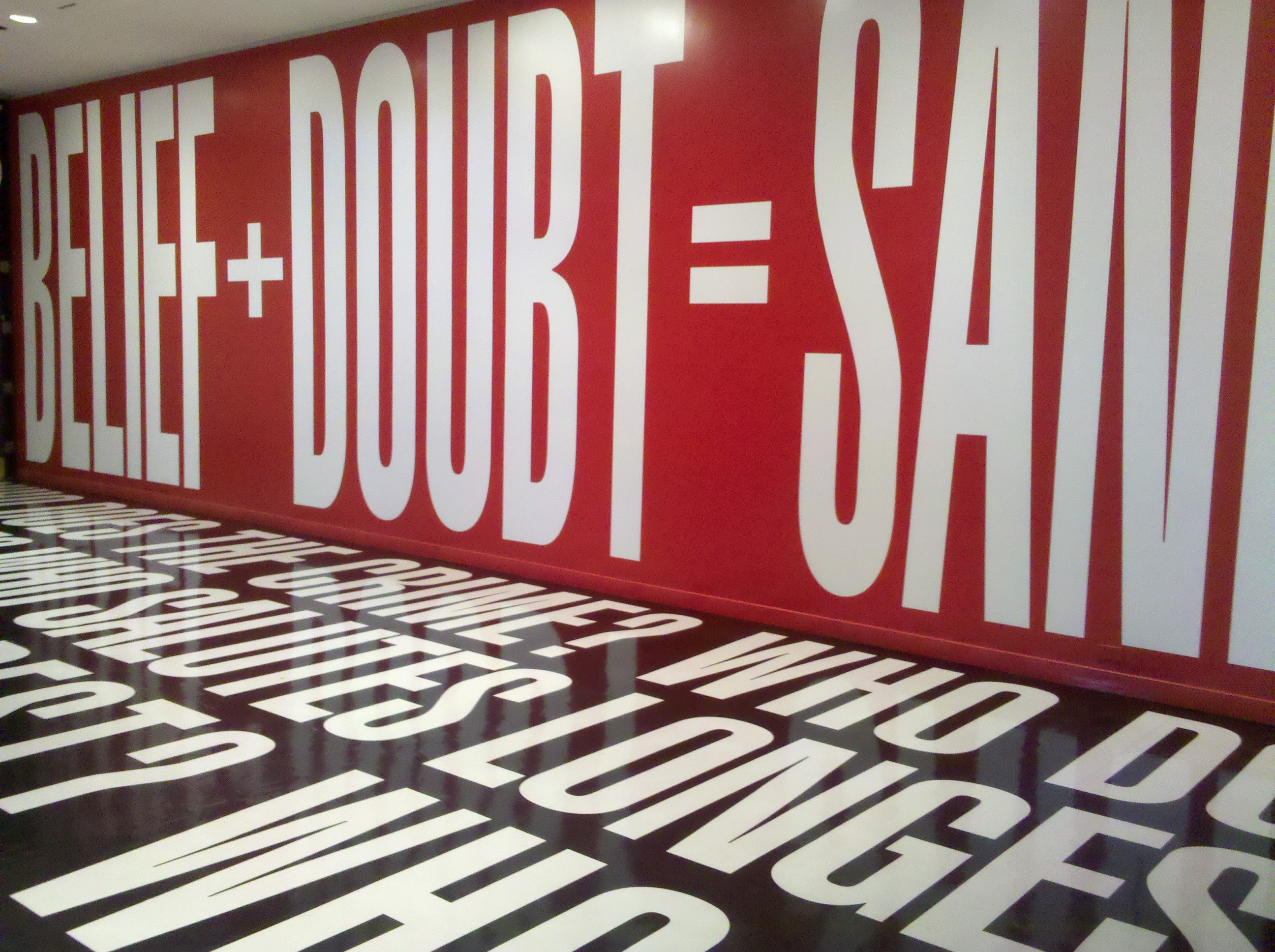
Instalace Barbary Krugerové Belief+Doubt z roku 2012

Postmoderní výtvarné umění je umělecký směr, který se začal rozvíjet ve druhé polovině 20. století jako reakce na modernismus. Odmítá univerzální pravdy a pevně daná pravidla, které modernistické umění stavělo do popředí, a klade důraz na pluralitu, subjektivitu a relativitu. Postmoderní umění se vyznačuje eklekticismem, ironií, provokací a často také kombinováním různých stylů a prostředků uměleckého vyjádření.
Tento směr čerpá inspiraci z popkultury, reklamy, architektury, literatury i jiných uměleckých oblastí. Typickým rysem je časté využívání aluzí, parodie, pastiše (napodobování různých stylů) a dekonstrukce zavedených významů. Postmoderní umění odmítá hranice mezi "vysokým" a "nízkým" uměním, čímž rozmazává tradiční dělení mezi elitní a masovou kulturou.
Zpochybňuje některé ideje modernismu a avantgardy, ale zároveň se nevrací k postupům předmoderního umění, přestože na některé směry avantgardy zjevně navazuje (zejm. dadaismus a surrealismus). Za první postmoderní směry (někdy jen předchůdce postmoderny) jsou označovány pop art a minimalismus. Debata se vede o příslušnosti abstraktního expresionismu k postmoderně (lze ho vnímat i jako pozdní modernismus). 
Typicky je postmoderní umění spojováno s konceptualismem, performančním uměním, instalačním uměním, videoartem, land artem, digitálním uměním, op-artem či body artem. Ke klíčovým skupinám a hnutím patří Fluxus, Arte povera, postminimalismus nebo vídeňský akcionismus. Na pop art navázal lowbrow, který má též blízko k "lidovému" graffiti. Častým termínem spojovaným s postmoderním uměním je francouzské slovo "brikoláž", jež by se dalo přeložit jako kutilství. Odkazuje k typickému postupu postmodernistů: využití obyčejných předmětů a jejich segmentů, často ve fázi odpadu, k seskládání uměleckého díla. Podobným termínem je "apropriace", přivlastnění - umělec něco vyrve reálnému světu, často nepřátelskému, a zakomponováním do uměleckého díla si to přivlastní a ovládne to (čímž dosáhne opaku odcizení). Typickým způsobem prezentace tvorby je happening (často sám happening je tvorbou samotnou i dílem samotným).